# Polska Wyłączna Strefa Ekonomiczna
Polska Wyłączna Strefa Ekonomiczna – wyłączna strefa ekonomiczna Polski, obszar na Morzu Bałtyckim przylegający do jej wód terytorialnych. Na akwenie tym prawo do połowu ryb i wydobywania surowców mają tylko polskie statki. Północna granica Polskiej Wyłącznej Strefy Ekonomicznej sięga 55°51' N i 18°18' E.
Każde nadmorskie państwo posiada swoje strefy ekonomiczne na morzu. Wyłączna strefa ekonomiczna może sięgać na odległość 200 mil morskich od linii podstawowej.
Polska ma uregulowaną strefę ekonomiczną ze Szwecją, Danią i Rosją. W przypadku Rosji umowa została podpisana przez istniejący wówczas Związek Socjalistycznych Republik Radzieckich, jest jednak uznawana, ponieważ Rosja jest prawnym następcą Związku Radzieckiego.
Polska miała także uregulowaną strefę ekonomiczną z Niemcami Wschodnimi od 1989 roku. Po zjednoczeniu Niemiec nowe państwo niemieckie uznaje wcześniejsze ustalenia jedynie co do granicy państwowej, natomiast nie uznaje ustaleń z Niemcami Wschodnimi co do wyłącznej strefy ekonomicznej.
Od lat 80. XX wieku pozostawała nieuregulowana sprawa rozgraniczenia stref ekonomicznych między Polską a Danią: spór dotyczył akwenu leżącego na południowy wschód od Bornholmu. Państwo polskie winno stosować tu przepis ustawy o obszarach morskich Rzeczypospolitej Polskiej i administracji morskiej, który stanowi, że Rada Ministrów może − przy braku umów międzynarodowych − określić w drodze rozporządzenia granicę wyłącznej strefy ekonomicznej. Ponieważ taki akt nie został wydany, w praktyce stosowane było rozporządzenie Rady Ministrów (z 26 maja 1978 roku) określające zewnętrzne granice polskiej strefy rybołówstwa morskiego. Strefa ta nie jest jednak uznawana przez państwa sąsiednie. Przebieg granicy między polską a duńską WSE ustalono w listopadzie 2018 roku.